# Нечто особенное!
«Нечто особенное!» — голливудская сказка о девушке-подростке, которая по своему желанию стала мальчиком, приняв волшебный порошок. Экранизация произведения писателя Алана Фридмена.

## Сюжет
Милли досаждает, когда мать рассказывает ей, какое поведение больше подходит для девушки. Она просто не интересуется платьями или танцами на школьных вечеринках. Однажды маленький брат её лучшего друга предлагает ей напиток, который во время солнечного затмения может исполнить самую заветную мечту. Она проходит через это и у неё дополнительно к своим ещё появляются мужские половые органы. Так она решила, если ей захочется жить жизнью мальчика или девочки. Её отец, который всегда хотел сына, поддерживает её намерение проверить жизнь в качестве мальчика. Хенс Милли меняет школу и начинает заново в качестве Вилли.

## В ролях
- Памела Эдлон — Милли / Вилли Найсмен
- Eric Gurry — Элфи
- Mary Tanner Bailey — Стефани
- John Glover — Фред Найсмен
- Патти Дьюк — Дорис Найсмен
- Сет Грин — Малкольм
- JD Cullum — Том
- Кори Паркер — Лопес
- Джеб Эллис-Браун — Харри
- Taryn Grimes — Синтия
- Дайан Богино — первый доктор
- Милтон Чайкин — второй доктор
- Bobby Emmrich — Люк
- Mike McGehee — Смайли
- Робин Джексон — колдунья
- Чарльз Дэрден — разносчик почты
- Лори Уернер — Drum Majorette
- Leonard Shinew — один из пары продавцов
- Глэдис Холлифилд — один из пары продавцов
- Ким Майнэрд — Марша
- Кейлин Фишер — девушка Люка
- Вики Экерман — девушка Смайла

## Дополнительная информация
Теглайн фильма: «Милли всегда интересовало, каково это быть похожей на мальчика. Сегодня утром она проснулась с её первым ключом к разгадке».
Фильм вышел в прокат в США 14 ноября 1986 года. Наиболее распространённое название фильма было «Willy/Milly», но он также известен и под другими:
- «Something Special!»
- «I Was a Teenage Boy»
- «Il dubbio degli dei» в Италии
- «Millystä Willy» в Финляндии
- «Willy Milly» в Бразилии

Съёмки фильма проводились в Атланте, штат Джорджия, США.